# Nemertodermatidae
Nemertodermatidae — родина двобічно-симетричних тварин класу Ацели.

## Класифікація
Родина включає в себе 4 роди з 5 видами:
- Рід Meara
  - Meara stichopi Westblad 1949
- Рід Nemertinoides
  - Nemertinoides elongatus Riser 1987
- Рід Nemertoderma
  - Nemertoderma bathycola Steinböck 1930
  - Nemertoderma westbladi (Westblad) Steinbock, 1938
- Рід Sterreria
  - Sterreria psammicola (Sterrer 1970)